# Sumakuru
Sumakuru Maddison, 2016 è un genere di ragni appartenente alla famiglia Salticidae.

## Distribuzione
Le due specie sono diffuse in America meridionale: la S. bigal in Ecuador e la S. felca in Colombia.

## Tassonomia
Non sono stati esaminati esemplari di questo genere dal 2020.
Attualmente, a gennaio 2022, si compone di 2 specie:
- Sumakuru bigal Maddison, 2016[2] — Ecuador
- Sumakuru felca Galvis, 2017 - Colombia